# Bitwa pod Ginietynami
Bitwa pod Ginietynami – bitwa stoczona 21 kwietnia 1863 roku podczas powstania styczniowego w okolicach miasta Ginietyny (obecnie Litwa, rejon poniewieski).
Dowodzący oddziałem liczącym 300 ludzi Zygmunt Sierakowski obozował w Puszczy Rogowskiej. Gdy dowiedział się o zbliżającym się oddziale rosyjskim majora Kawra (kilka kompanii piechoty, szwadron ułanów i kozacy), zorganizował pod Ginietynami zasadzkę. Przednia straż rosyjska złożona z kozaków została przepuszczona, ale gdy pojawiła się jadąca na wozach piechota, powstańcy otworzyli ogień.
Piechota rosyjska aż sześć razy usiłowała przebić się przez prawe skrzydło, którym dowodził Antoni Mackiewicz, za każdym razem została jednak odrzucona przez kosynierów żmudzkich. (Na lewym skrzydle strzelcami dowodził Bolesław Kołyszko.) Ostatecznie pobici Rosjanie stracili 40 osób, 60 rannych oraz broń wraz z wyposażeniem obozowym. Powstańcy stracili tylko 6 ludzi.
Walki pod Ginietynami zostały upamiętnione po 1990 r. na jednej z tablic na Grobie Nieznanego Żołnierza w Warszawie napisem „GINIETYNIE 21 IV 1863”.